# Hagenthal-le-Bas
 Hagenthal-le-Bas  (en alsacià Neederhàgethàl) és un municipi francès, situat a la regió del Gran Est, al departament de l'Alt Rin. L'any 1999 tenia 1.001 habitants.

## Demografia
| 1962 | 1968 | 1975 | 1982 | 1990 | 1999  |
| ---- | ---- | ---- | ---- | ---- | ----- |
| 737  | 747  | 814  | 777  | 896  | 1.001 |

## Administració
| Període   | Identitat               | Partit |
| --------- | ----------------------- | ------ |
| 2001-2008 | Jean-Pierre Ueberschlag | PS     |
| 2008-     | François Gasser         |        |